# Filosofisk skepticism
Filosofisk skepticism är en epistemologisk riktning som ifrågasätter möjligheten till kunskap. Vi skulle inte kunna säkerligen särskilja sanna trosuppfattningar från falska. Omfattningen av skepticism och dess attityd till kunskap varierar en del mellan olika ideologier.
Skepticismen startade med filosoferna Pyrrhon från Ellis (cirka 360–272 f.Kr.) och Timon från Fleios (cirka 320–230 f.Kr.), men hade förelöpare bland försokratikerna och sofisterna. Senare filosofer är bland andra Ainesidemos, Agrippa och Sextus Empiricus. Skolan argumenterade ofta mot stoikerna grundad omkring år 310 f.Kr. med filosofer som Zenon från Kition, Kleanthes, Krysippos samt romarna Cicero, Seneca, Marcus Aurelius och Epiktetos med flera.
Den antika grekiska filosofin rymmer en skeptisk riktning, känd som epistemologisk nihilism, global skepticism eller radikal skepticism, som hävdar att alla kunskapsanspråk är osäkra och att det inte finns några säkra sätt att skilja det som är sant från en åsikt. Detta stöds av bland annat Münchhausens trilemma och problemet med kriteriet. Bäst, enligt de mest radikala skeptikerna, är att avstå från att yttra någon uppfattning och försöka leva ett oengagerat liv i sinnesro; detta för att allt, enligt dem, är föränderligt och relativt. Vägran att fälla omdömen är av yttersta vikt då det inte finns någon säker kunskap, endast sannolika åsikter.

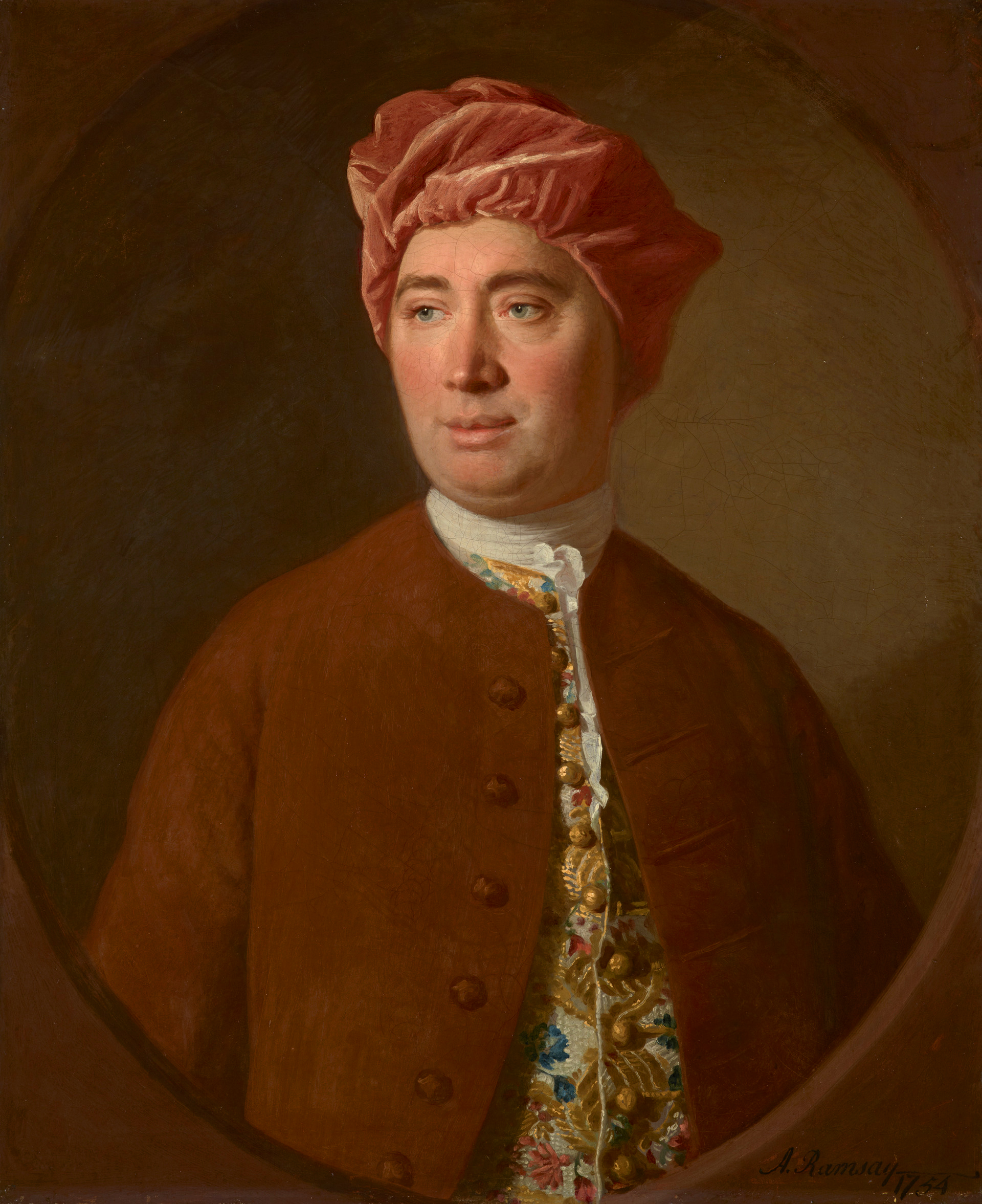
David Hume.

En modernare form av skepticism är fallibilism som hävdar att det vi påstår oss veta är tillförlitligt men att säkerhet är omöjligt. Som en inspiratör för denna hållning kan den skotske 1700-talsfilosofen David Hume anföras. Han visade att empirisk induktion inte leder till tvingande slutsatser. Hur stora regelbundenheter vi än har iakttagit i det förflutna, till exempel att solen går upp varje morgon, är det inte logiskt nödvändigt att samma sak händer i framtiden. Till det intressanta med Hume hör att han trots denna principiellt omstörtande insikt inte tycks ha tvivlat på att vardagskunskapen kan vara säker i praktiken. När filosofen träder ut ur sin kammare, går de radikala skeptiska tvivlen upp i rök, menade han, och tydligen med rätta så. Modern skepticism antar ofta en vetenskaplig och positiv hållning till kunskap. Ingenting är bokstavligen helt säkert, men mycket är ändå säkert i praktiken vilket låter oss leva funktionella och meningsfulla liv. Modern skepticism vidhåller ofta att kunskap inte kräver säkerhet. Filosofisk skepticism landar i slutsatsen att man högst troligt inte kan veta någonting – inklusive att man inte kan veta något om att veta något.
Münchhausens trilemma och problemet med kriteriet har höjt tvivel kring möjligheten till säkerhet i kunskap, särskilt bland skeptiker. Münchhausens trilemma säger att alla påståenden kan ifrågasättas och att det därmed inte finns någon säker startpunkt för kunskap. Problemet med kriteriet är ett olöst problem som frågar vad vi vet och hur vi vet. Skeptiker menar att eftersom den ena frågan inte kan besvaras utan att den andra redan besvarats kan vi inte besvara någon av dem, och följaktligen är vi oförmögna att legitimera vår kunskap.